# Kali Yuga
Secondo l'interpretazione della maggior parte delle Sacre Scritture induiste, tra cui i Veda, il Kali Yuga è l'ultimo dei quattro yuga, ritenuto quello attualmente in vigore: si tratta di un'epoca oscura, caratterizzata da numerosi conflitti e da una diffusa ignoranza spirituale, che induce gli uomini a credere solo negli aspetti più superficiali e materiali della realtà.

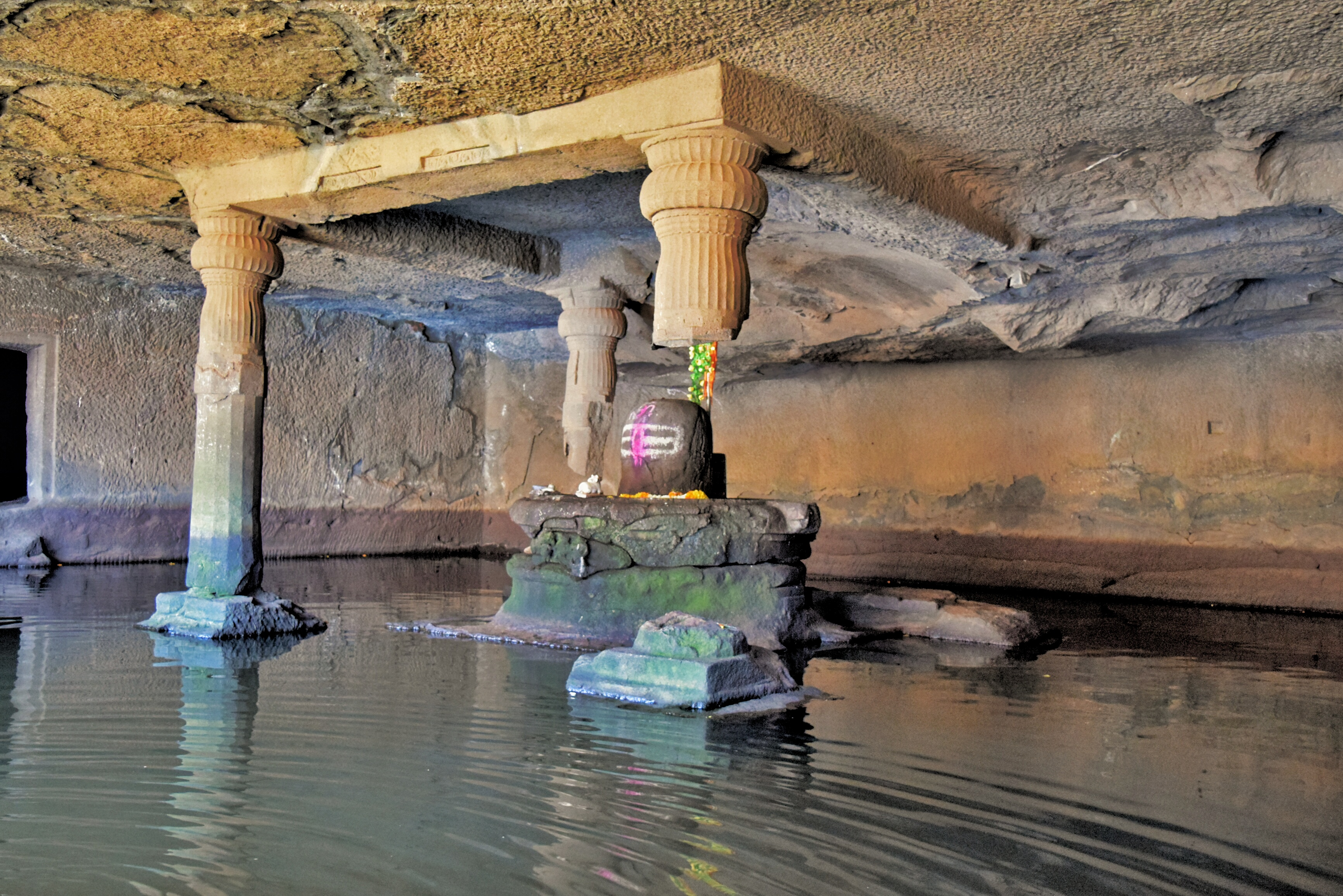
Il tempio rupestre di Gauri Kedareshwar, ad Harishchandragad (distretto di Ahmednagar), sorretto originariamente da quattro pilastri, ritenuti simboli ognuno dei quattro yuga, dei quali oggi resta intatto solo uno, corrispondente all'ultimo e attuale kali kuga.

Essa cominciò con la morte fisica di Krishna (avvenuta, secondo il Surya Siddhanta, il trattato astronomico che costituisce la base del calendario indù, alla mezzanotte del 18 febbraio 3102 a.C.) e durerà 432 000 anni, concludendosi nel 428.899 d.C.: Kalki, decimo e ultimo avatāra di Visnù, apparirà in quell'anno, a cavallo di un destriero bianco e con una spada fiammeggiante con cui dissiperà la malvagità.
Corrispondente all'età del ferro, metallo dal colore scuro associato alle guerre e alla forza bruta, il Kali Yuga è l'ultimo dei quattro Yuga, e alla sua fine il mondo ricomincerà con un nuovo Satya Yuga (o Età dell'oro); questo implica la fine del mondo così come lo conosciamo (più di ciò che accadde alla fine degli altri Yuga, perché la Storia cadrà nell'oblio) e il ritorno della Terra ad un paradiso terrestre.

## Problemi che sorgono nel Kali Yuga

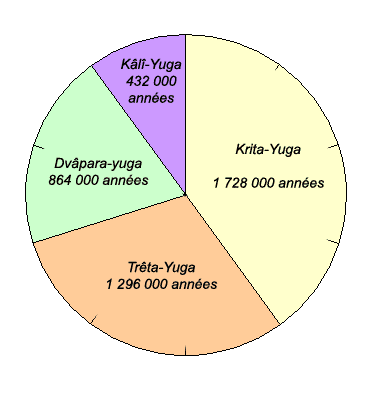
Suddivisione di un kalpa secondo la durata dei suoi quattro yuga: il kali yuga (in violetto) è il più breve.

Durante quest'epoca si assiste ad uno sviluppo nella tecnologia materiale, contrapposto però ad un'enorme regressione spirituale. Kali Yuga è l'unico periodo in cui l'irreligione/ateismo è predominante e più potente della religione; solo un quarto di ognuna delle quattro virtù del Dharma (penitenza, veridicità, compassione e carità) sono presenti negli esseri umani. La nobiltà è determinata unicamente dalla ricchezza di una persona; il povero diviene schiavo del ricco e del potente; parole come “carità” e “libertà” vengono pronunciate spesso dalle persone, ma mai messe in pratica.
Non solo si assiste ad una generale corruzione morale, ma le possibilità di ottenere la liberazione dall'ignoranza, il Moksha, si fanno sempre più rare a causa del generico declino spirituale dell'umanità.

### Guerre
La guerra “civilizzata” (con precise norme di correttezza e di onore) è stata dimenticata, e gli umani combattono come gli Asura e i Rakshasa. A differenza degli altri Yuga, in cui era normalità cessare i combattimenti dal tramonto all'alba, cremare le vittime e riflettere sulla guerra, i combattimenti dell'età di Kali si protraggono costantemente, spinti soltanto dal desiderio di vittoria. Aumenta inoltre il sadismo.

### Nobiltà / rispetto
Nel Kali Yuga, le persone non sono più rispettate per la loro intelligenza, conoscenza o saggezza spirituale. Al contrario, la ricchezza materiale e, ad un livello inferiore, la prestanza fisica sono ciò che rendono una persona ammirevole. Nonostante il rispetto sia superficialmente molto manifestato tra le persone, nessuno rispetta sinceramente gli altri. Ognuno crede che lo scopo ultimo della vita sia quello di ottenere rispetto, quindi diventando ricco o fisicamente forte.

## Cambiamenti nelle persone
Nonostante l'età, gli esseri umani diventano inferiori in altezza e più deboli fisicamente, così come mentalmente e spiritualmente. C'è una diffusione di falsi dèi, idoli e maestri. Molte persone mentono, e si dichiarano profeti o esseri divini. Inoltre, ognuno modifica a propria discrezione i significati/concetti di digiuno, meditazione e austerità, così da indurre nelle persone la loro necessità; comunque, facendo questo, essi non seguono il rigoroso codice morale dei Veda, per cui difficilmente guadagneranno qualcosa.

### Cambiamenti nelle donne
Le donne in questa epoca diventano lascive ed immorali per natura. Nonostante in un primo momento siano trattate come inferiori agli uomini ed abusate, più avanti nel tempo cominciano a rivestire ruoli importanti in politica ed in altri affari, e questo culmina in sempre maggiori scontri di ego con gli uomini. Le donne cominciano a tradire i propri mariti e ad avere relazioni extra-coniugali. I divorzi incrementano, con sempre più bambini cresciuti da un unico genitore. Molte donne intraprendono l'adulterio e la prostituzione.

## Condizioni delle caste
Nella prima fase del Kali Yuga, si crea discriminazione tra le caste, in particolare contro gli shudra; gradualmente, però, la scala sociale, come il sistema della morale, si inverte, e i brahmini e gli kshatriya diventano i più discriminati, finché l'unica casta che rimane è quella degli shudra.

### Condizioni dei Brahmana
La maggior parte dei brāhmaṇa cessa di officiare cerimonie religiose; come tutti gli altri, perdono la loro moralità, si cibano di carne (persino di quella di mucca), e assumono sostanze proibite; perdono rispetto e dignità, e quando i mleccha dovrebbero offrire sacrifici, non li offrono, o invece di offrire frutta, acqua, e altre sostanze pure offrono carne o ricchezze materiali. Solo pochi si isolano dal resto del mondo per seguire Dio, e il loro numero diminuirà a mano a mano che il Kali Yuga si avvia alla conclusione. L'ultima famiglia brahmana esistente vivrà a Shambhala, dove in seguito nascerà Kalki.

### Condizioni degli Kshatriya
Gli kshatriya, la casta regale e guerriera, diviene corrotta e perde il suo potere politico; i loro capi diventano furfanti, criminali e terroristi, e cercano di usare il loro residuo potere per sfruttare il popolo: gli stessi re diventano dei ladri, che preferiscono rubare dai loro sudditi piuttosto che proteggerli e difenderli. Dalle classi inferiori emergono nuovi capi, che fondano dittature e perseguitano i religiosi, gli intellettuali e i filosofi.

### Condizioni dei Vaishya
I vaishya, che rappresentano la borghesia, composta di mercanti e uomini d'affari, diventano disonesti e inventano nuovi crimini come frodi e contraffazioni; i commercianti diventano egoisti e pensano a soddisfare i propri desideri invece di quelli del consumatore, e quelli che non lo diventano non riescono a sopravvivere e falliscono.

### Condizioni degli Shudra
Gli shudra, ossia i servitori, perdono ogni rispetto per le caste superiori, e diventano anzi loro la casta più rispettata nel Kali Yuga. Dopo i primi 10000 anni dello Yuga, diventeranno l'unico varna, o casta; anche se cambia il loro stato sociale non migliorano da un punto di vista spirituale.

## Altre interpretazioni del Kali Yuga
- Secondo Sri Aurobindo, il Kali Yuga durerà meno di 432 000 anni; per i seguaci del Purna Yoga, la Madre chiese e ottenne la fine anticipata del Kali Yuga nel 1969, e l'abolizione del pralaya (il consueto processo di distruzione dell'universo che segna la fine di un kalpa).[senza fonte]
- Secondo Akilattirattu Ammanai, il testo sacro della religione Ayyavazhi, questo Kali Yuga è il settimo degli otto yuga. L'Asura di questo Yuga Kaliyan era il sesto frammento di Kroni, la primordiale manifestazione del malvagio.
- René Guénon spiega come in realtà la cifra data per la durata del Kali yuga, 432 000 anni, sia semplicemente simbolica e debba, come tutte le cifre relative ai cicli cosmici e non solo, essere decriptata. In realtà la fine dell'attuale età del materialismo, iniziata oltre 4 000 anni prima di Cristo e la cui durata è di 6 000 anni, va posta nei decenni dopo l'anno 2000. Se infatti si confrontano i nostri tempi con le sovversioni descritte sopra è facile capire come queste non abbiano nulla a che fare con tempi lontanissimi come quelli assegnati.[4] Anche se la cronologia indù però colloca nel 3111 a.C. l'inizio dell'età qui trattata e ne stabilisce la durata in 5 000 e non in 6 000 anni. Questa tesi guenoniana prende spunto dalle cronologie di vari popoli antichi tra cui quella dei Maya, che indica la fine del lungo computo in corrispondenza del solstizio invernale del 2012[senza fonte]. In realtà il 2012 non va inteso che come una data approssimativa. Guénon dubita delle predizioni su una data certa del ciclo attuale, attribuendole alle forze devianti della controiniziazione, che tendono a suo avviso a manipolare le antiche profezie.[5]
- Secondo i Vaishnava, Krishna si è manifestato nell'epoca di Kali come Shri Caitanya Mahaprabhu, che ha predicato come in quest'epoca non sia possibile seguire sistematicamente i Veda a causa del declino spirituale, indicando la Bhakti come l'unica via efficace in questa era[6]. La tradizione Vaishnava ritiene che nell'VIII millennio, cioè dopo diecimila anni dall'inizio dello Yuga, tutti i devoti abbiano già ottenuto la liberazione dal saṃsāra, abbandonando la Terra, in cui non rimarrebbe altro che il male, provocando il caos.
- Secondo Sri Yukteswar, il Kali Yuga ha una durata di 1 200 anni. La sua alba e il suo tramonto (ovvero i suoi sandhi) hanno entrambi la stessa durata di 100 anni (cioè: 100+1 000+100=1 200 anni). I sandhi sono i periodi di transizione tra i rispettivi Yuga. Nel suo libro La scienza sacra, Yukteswar ha affermato che i quattro yuga non si succedono in maniera sequenziale, bensì secondo cicli ascendenti e discendenti, e che oggi non ci troviamo più nel Kali Yuga, ma in un nuovo Dvapara Yuga (cominciato nel 1899) a cui seguirà un nuovo Treta Yuga.[7]